# San Martín del Rey Aurelio
San Martín del Rey Aurelio (em castelhano) ou Samartín del Rei Aurelio (em asturiano) é um concelho (município) da Espanha na província e Principado das Astúrias. Tem 56,13 km² de área e em 2019 tinha 16 074 habitantes (densidade: 286,4 hab./km²).